# Rijkevorsel
Rijkevorsel este o comună din regiunea Flandra din Belgia. Suprafața totală a comunei este de 46,79 km². La 1 ianuarie 2008 comuna avea 10.982 locuitori.
Rijkevorsel se învecinează cu comunele Wuustwezel, Hoogstraten, Merksplas, Brecht, Malle și Beerse.
1. ↑  Burgemeester - Dorien Cuylaerts (în neerlandeză), accesat în 27 aprilie 2021